# 연제운
연제운(延濟運, 1994년 8월 28일~)은 대한민국의 축구 선수로, 전북 현대 모터스에서 수비수로 활동하고 있다.

## 구단 경력
성남 FC의 유소년 팀인 풍생고등학교를 졸업한 후 선문대학교를 거쳐 2016 시즌을 앞두고 성남 FC에 입단하였다. 6월 12일 전북 현대 모터스와의 경기에서 교체 투입되며 데뷔전을 치렀다. 같은 해 7월 10일 상주 상무와의 경기에서 데뷔골을 성공시켰다.